# Pectinina
Els pectinins (Pectinina) són un subordre de mol·luscs bivalves, de l'ordre Ostreida. Contenen les superfamílies Pectinoidea i Anomioidea.

## Taxonomia
Superfamília Pectinoidea
- Família Entoliidae
- Família Pectinidae
- Família Propeamussiidae
- Família Spondylidae
- Família Syncyclonemidae

Superfamília Anomioidea
- Família Anomiidae
- Família Placunidae